# Прядеин, Василий Александрович
Василий Александрович Прядеин (11 сентября 1947 — 13 января 2023, Курган) — советский и российский тренер по дзюдо. Заслуженный тренер РСФСР (1984).

## Биография
Василий Александрович Прядеин родился 11 сентября 1947 года.
С 1972 года работал тренером-преподавателем в ДЮСШ в спорткомплексе «Зауралец» города Кургана. В 1975 году, одним из первых в Курганской области, начал деятельность в качестве тренера-преподавателя по дзюдо. Начиная с 1977 года, его воспитанники защищали честь Кургана на всероссийских, всесоюзных и международных соревнованиях.
В 1985 году окончил Курганский государственный педагогический институт по специальности «Физическое воспитание».
Работал тренером по дзюдо в Государственном бюджетном учреждении «Спортивная школа олимпийского резерва № 1».
Василий Александрович Прядеин умер 13 января 2023 года в городе Кургане Курганской области.

## Награды и звания
- Медаль ордена «За заслуги перед Отечеством» II степени, 1996 год
- Почётный знак «За заслуги в развитии физической культуры и спорта»
- Заслуженный тренер РСФСР, 1984 год
- Мастер спорта СССР по самбо[4]
- Благодарность Министра спорта Российской Федерации, 2012 год
- 6-й дан дзюдо

## Известные воспитанники
Подготовил 8 мастеров спорта, 2 мастера спорта международного класса и 2 заслуженных мастера спорта. 
- Вотинова Алена, мастер спорта[5]
- Колесников, Сергей Викторович, мастер спорта международного класса[6]
- Косарев, Игорь Витальевич, мастер спорта международного класса[7]
- Ожегин, Николай Афанасьевич, заслуженный мастер спорта[8]
- Осипова Мария, мастер спорта
- Родин Александр, мастер спорта